# Archibald Acheson (5e comte de Gosford)
Pour les articles homonymes, voir Archibald Acheson, Acheson et Gosford.
Archibald Charles Montagu Brabazon Acheson, 5e comte de Gosford (26 mai 1877 - 20 mars 1954), titré vicomte Acheson jusqu'en 1922, est un pair britannique.

## Jeunesse

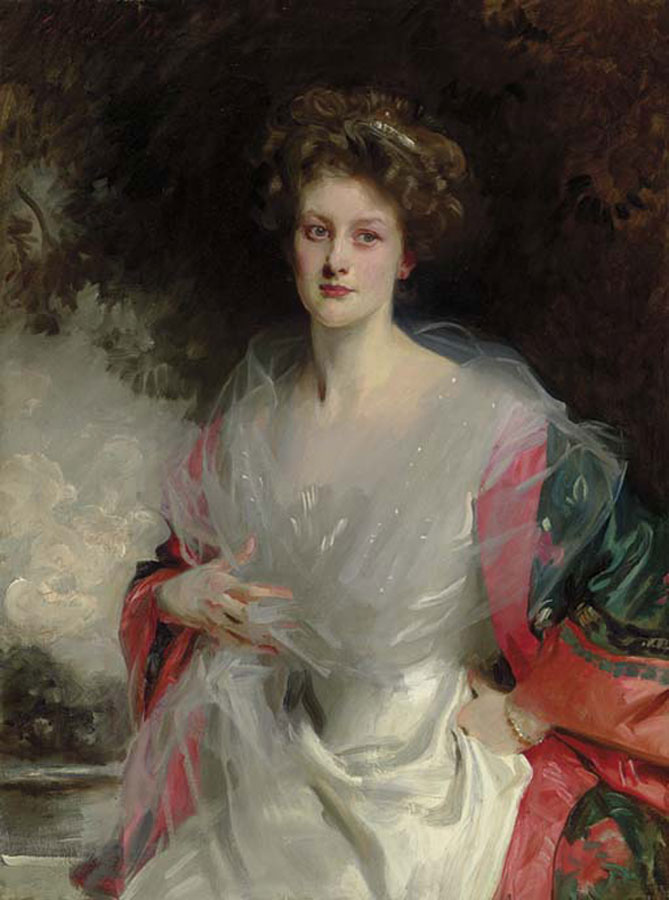
Sa première femme, Mildred Carter, John Singer Sargent, 1908

Acheson est né à Londres le 26 mai 1877. Il est le fils aîné d'Archibald Acheson (4e comte de Gosford) et de Louisa Montagu (1854–1944), une dame d'honneur de la reine Alexandra.
Ses grands-parents paternels sont Archibald Acheson (3e comte de Gosford) et Theodosia Brabazon (fille unique de John Brabazon (10e comte de Meath)). Ses grands-parents maternels sont William Montagu (7e duc de Manchester) et la comtesse Louisa von Alten (une fille de Karl Franz Viktor, comte d'Alten). Après la mort de son grand-père en 1890, sa grand-mère se remarie à Spencer Cavendish (8e duc de Devonshire).

## Carrière
Lord Acheson est officier dans les Coldstream Guards et promu lieutenant le 19 décembre 1901 mais démissionne à la fin d'octobre 1902, après avoir servi dans la guerre des Boers de 1899 à 1901. Il est gouverneur militaire de Kimberley, en Afrique du Sud de 1900 à 1901 et pendant la Première Guerre mondiale, il est lieutenant-colonel dans les Coldstream Guards. Il reçoit l'Ordre de Saint-Jean et une croix militaire à l'occasion de l'anniversaire du roi en 1915. En 1918, il est adjudant général adjoint du War Office.
À la mort de son père en 1922, Lord Gosford accède au comté.
En Amérique, où Lord Gosford a vécu pendant vingt-cinq ans, il ouvre un magasin de vin au 40 East 50 Street à Manhattan . Pendant la Seconde Guerre mondiale, il rejoint la New York City Patrol, qui aide la police de New York en service de nuit.

## Vie privée

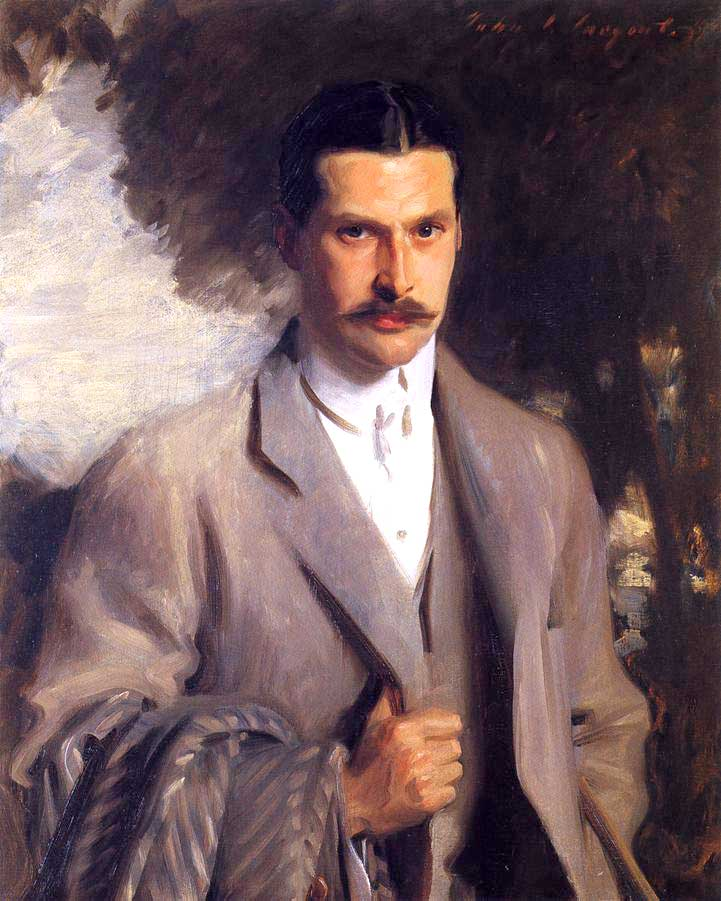
Son beau-père, John Ridgeley Carter, par John Singer Sargent, 1901

Le 21 juin 1910, alors titré vicomte Acheson, il épouse Mildred Caroline Carter (1888–1965) à l'Église Saint-George (Hanover Square). Mildred, comme on l'appelait, est la fille unique du diplomate américain John Ridgeley Carter (un descendant de Henry Lee III, le 9e gouverneur de Virginie) et d'Alice Morgan (sœur de William Fellowes Morgan). Ils ont les enfants suivants:
- Archibald Acheson (6e comte de Gosford) (1911-1966), qui épouse Francesca Cagiati, fille aînée de Francesco Cagiati[8]. Ils divorcent en 1960 et il se remarie à Cynthia Margaret Delius, la veuve de James Pringle Delius et fille du capitaine Henry Cave West[2]
- Patricia Acheson (1913–1915), décédée dans l'enfance.
- Patrick Bernard Victor Montagu Acheson (1915–2005), qui épouse Judith Gillette, fille d'Earle P. Gillette
- Mildred Camilla Nichola Acheson (1917-1965), qui épouse le baron Hans Christoph Freiherr Schenk von Stauffenberg en 1937. Elle épouse plus tard Axel von dem Bussche-Streithorst en 1950
- Mary Virginia Shirley Acheson (1919–1996), qui épouse Fernando Corcuera au Mexique en 1941

En 1927, Lord Acheson quitte sa première femme et se rend à New York. Ils divorcent en 1928 et, à New York, Lord Gosford épouse Beatrice Claflin Breese le 1er octobre 1928. Beatrice, l'ancienne épouse de Robert Potter Breese de New York, est une fille d'Arthur B. Claflin, et une petite-fille du marchand Horace Brigham Claflin.
Lord Gosford est mort à l'hôpital Flower and Fifth Avenue à New York le 20 mars 1954. Il est enterré au cimetière de Maple Hill à Shaftsbury, Vermont, près de sa résidence d'été à South Shaftsbury. Sa première épouse Mildred est décédée chez elle en Suisse en septembre 1965, et sa veuve, la comtesse douairière de Gosford est décédée le 26 janvier 1967 .